# Ztraceni v Karpatech
Ztraceni v Karpatech – piąty album grupy XIII. století.

## Lista utworów
1. Vampires
2. Vlčí žena
3. Vítr z karpat
4. Candyman
5. Dům, kde tančí mrtví
6. Testament
7. Elizabeth

## Twórcy
- Petr Štěpán - wokal, gitara, klawisze
- Pavel Štěpán - perkusja
- Marcel Novák - gitara
- Jiří Šindelka - gitara basowa
- Ollie Ryšavá - klawisze